# 釆睪晃
釆睪 晃（わけみ あきら、1969年 - ）は、日本の仏教学者。大谷大学文学部教授。

## 来歴
1969年大阪府生まれ、滋賀県育ち。
滋賀県立安曇川高等学校卒業。
明治大学文学部文学科、大谷大学文学部仏教学科卒業。
1999年大谷大学大学院文学研究科博士後期課程満期退学。
2002年博士（文学）（大谷大学）。
2004年同大学文学部着任。

## 論文
- 初期中国仏教における大乗思想の受容　－鳩摩羅什を中心として－
- 『首楞厳経』の漢訳とその受容